# Omarczewo (obwód Szumen)
Omarczewo (bułg. Омарчево) – wieś w Bułgarii, w obwodzie Szumen, w gminie Kaolinowo. W 2024 roku liczyła 19 mieszkańców.